# Stazione di San Giorgio a Cremano
La stazione di San Giorgio a Cremano è una stazione ferroviaria della ferrovia Circumvesuviana a servizio del comune di San Giorgio a Cremano. Si trova sulla ferrovia Napoli-Pompei-Poggiomarino ed è anche capolinea della ferrovia Napoli-Centro Direzionale-San Giorgio.
È gestita da Ente Autonomo Volturno (EAV).

## Storia
La stazione venne inaugurata insieme alla linea che da Napoli porta a Poggiomarino ed ha subìto, nel corso degli anni, la medesima evoluzione delle altre stazioni della linea, ovvero l'elettrificazione e l'innalzamento delle banchine.
Alla fine degli anni 1990 la stazione ha subìto una notevole trasformazione, grazie all'apertura della linea per Napoli via Centro Direzionale, che ha comportato un ampliamento del fascio binari e la realizzazione dei sovrappassaggi.

## Strutture e impianti

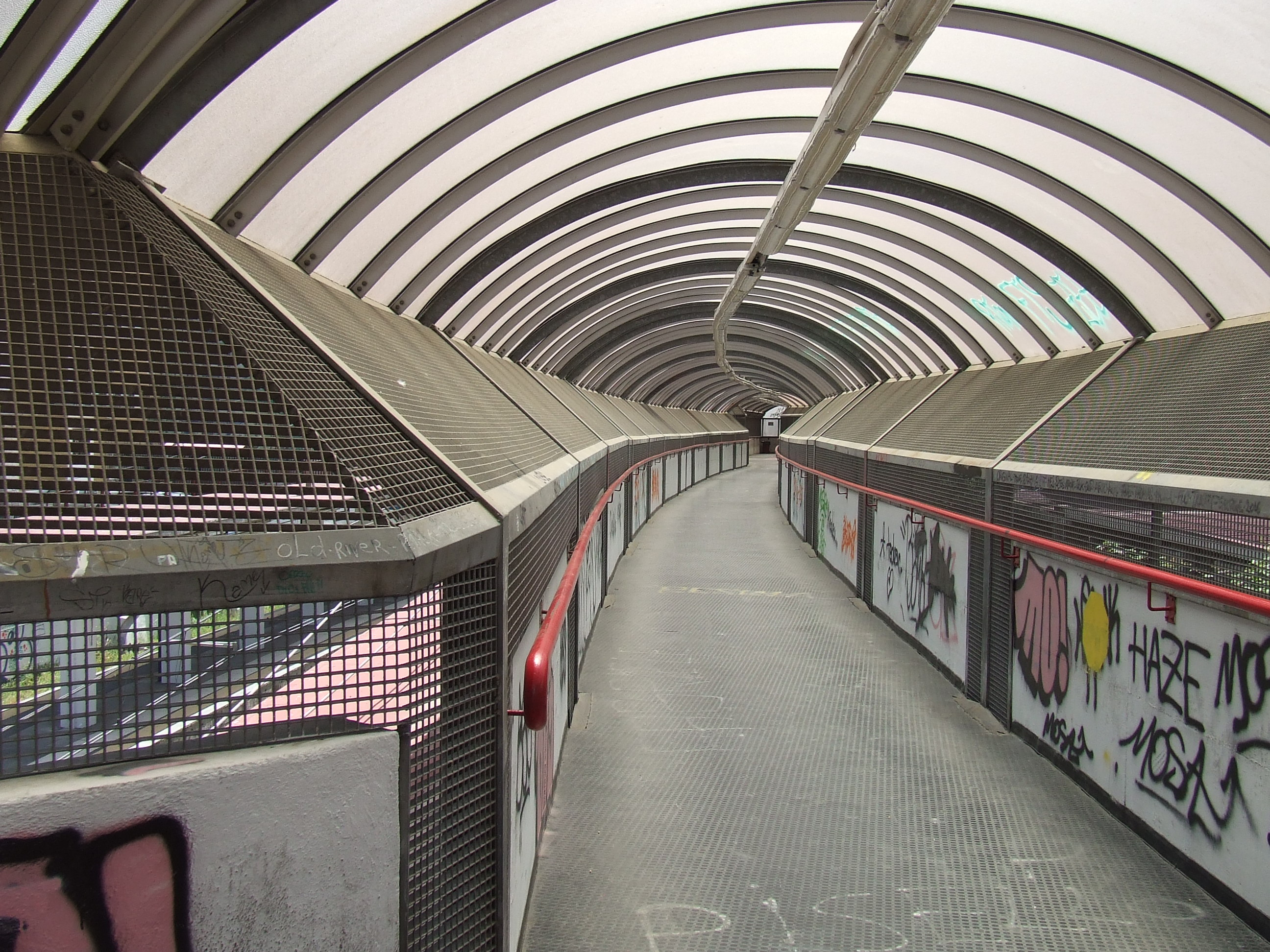
Corridoio sospeso di collegamento tra i binari della linea Napoli-Pompei-Poggiomarino e quelli della linea Napoli-Centro Direzionale-San Giorgio

Originariamente la stazione era dotata di tre binari passanti; a questi sono aggiunti altri tre tronchi provenendo da Napoli. Vi sono tre banchine con pensiline e collegate tramite due sovrappassaggi.
Il fabbricato viaggiatori è su due livelli: al piano superiore, che coincide con il piano stradale, si trova l'ingresso e la biglietteria, mentre al piano inferiore si trova l'accesso ai binari.

## Movimento
Nella stazione fermano tutti i treni accelerati per Napoli e Poggiomarino, oltre ai pochi treni limitati a Torre Annunziata e alcuni direttissimi  per Sorrento. È invece capolinea dei treni per Napoli via Centro Direzionale.

## Servizi
La stazione dispone di:
- Biglietteria
- Servizi igienici

## Interscambi
- Fermata autobus